# Franz Czermak
Franz Czermak (* 8. März 1896 in Witoseß; † 5. Jänner 1960 in Stuttgart) war ein sudetendeutscher Lehrer und Kommunalpolitiker (DNSAP, SdP, NSDAP).

## Leben und Wirken
Er stammte aus einer Bauernfamilie. Nach der Schulzeit besuchte er von 1911 bis 1915 das Lehrerinstitut in Mies und wurde dann zum Kriegsdienst einberufen. Nach der Rückkehr aus dem Krieg wurde er im Oktober 1918 Lehrer in Graupen und später in Teplitz-Schönau in der Tschechoslowakei. Ende Juli 1938 gab er den Lehrerberuf auf und widmete sich voll der Kommunalpolitik. Nachdem er bereits von 1928 bis zur Amtsenthebung 1933 Bürgermeister in Graupen war, übernahm er am 1. August 1938 hauptberuflich das Amt des Bürgermeisters in Teplitz-Schönau. Hier erlebte er den Einmarsch der deutschen Truppen Anfang Oktober 1938 und die Besetzung der deutschbesiedelten Grenzregionen der Tschechoslowakei, der die Bildung des deutschen Reichsgaus Sudetenland folgte.
Parteipolitisch war Czermak bereits kurz nach ihrer Gründung Mitglied der Deutschen Nationalsozialistischen Arbeiterpartei (DNSAP) und später der 1935 zur Sudetendeutschen Partei umgewandelten Sudetendeutschen Heimatfront geworden. Am 20. Januar 1939 beantragte er die Aufnahme in die NSDAP  und wurde rückwirkend zum 1. November 1938 aufgenommen (Mitgliedsnummer 6.682.310). Zum Geburtstag von Adolf Hitler am 20. April 1939 trat Czermak auch der SS (SS-Nummer 351.253) bei.
Am 28. März 1940 gab er das Amt des Bürgermeisters von Teplitz-Schönau ab, um am darauffolgenden Tag die Würde des Oberbürgermeisters in der Kreisstadt Aussig zu übernehmen. Aussig war damals gleichzeitig Sitz eines eigenen Stadtkreises. Im April 1941 wurde er zum Wehrdienst bei der deutschen Wehrmacht einberufen, blieb aber bis zum Kriegsende im Amt und kehrte im Februar 1945 wieder in den Dienst zurück. Am 8. Mai 1945 übergab er dem Nationalausschuss die Verwaltung der Stadt Aussig samt dem in einem Bunker untergebrachten Mittelwellensender. Sechs Tage später wurde er von der GPU verhaftet und in das sowjetische Speziallager Nr. 2 Buchenwald eingeliefert, aus dem er schwerkrank 1950 entlassen wurde. Nach einigen Monaten Aufenthalt bei seiner Familie in Leipzig verließ er die DDR und ging nach Baden-Württemberg, wo er an einer Sonderschule in Bad Cannstatt lehrte. In seiner Freizeit unterstützte er aktiv den Aussiger Hilfsverein.